# Parauxesis werneri
Parauxesis werneri là một loài bọ cánh cứng trong họ Cerambycidae.